# Egotèlids
Els egotèlids (Aegothelidae) són una família d'ocells formada per nou espècies del gènere Aegotheles (Vigors et Horsfield, 1827) i d'altres de fòssils.

## Descripció
Són aus nocturnes de grandària petita o mitjana. Fan 18 - 30 cm de llargària i un pes de 45 – 115 g.
- El seu aspecte rodanxó sembla intermedi entre un enganyapastors i un mussol.
- El plomatge va del gris cendra fins al negre.
- El bec és ample i més bé curt. Potes llargues, adopta una postura erecta quan està posat.

## Hàbitat i distribució
Viu en Austràlia, Nova Guinea i Nova Caledònia, principalment als boscos i zones forestals, malgrat que una espècie habita també les zones amb matolls.

## Reproducció
Fan el niu en forats als arbres o en zones rocalloses i els folren amb pèls o fulles. Ponen 2 – 5 ous.

## Taxonomia
Aquesta família s'ha situat generalment a l'ordre dels caprimulgiformes o dels estrigiformes i també al seu propi ordre dels egoteliformes (Aegotheliformes) 
No obstant això els estudis amb ADN van demostrar que comparteixen un avantpassat més recent amb els apodiformes, raó per la qual el Congrés Ornitològic Internacional (versió 2.4, 2010) la va situar en aquest ordre.

Se n'han distingit un gènere amb deu espècies. Algunes d'aquestes espècies eren abans situades al gènere Euaegotheles.
- egotel australià (Aegotheles cristatus).
- egotel barrat (Aegotheles bennettii).
- egotel d'Archbold (Aegotheles archboldi).
- egotel de les Moluques (Aegotheles crinifrons).
- egotel de Nova Caledònia (Aegotheles savesi).
- egotel de Salvadori (Aegotheles affinis).
- egotel de Tate (Aegotheles tatei).
- egotel de Wallace (Aegotheles wallacii).
- egotel gros (Aegotheles insignis).
- egotel muntanyenc (Aegotheles albertisi).